# Letališče Sombor
Letališče Sombor (srbska cirilica Аеродром Сомбор, latinica Aerodrom Sombor) je vojaško letališče v Srbiji, ki leži blizu Sombor.